# Hya chamberlini
Espèce
Hya chamberlini est une espèce de pseudoscorpions de la famille des Hyidae.

## Distribution
Cette espèce est endémique du Sri Lanka.

## Description
Les mâles mesurent de 0,94 à 1,14 mm et les femelles de 1,22 à 1,53 mm.

## Étymologie
Cette espèce est nommée en l'honneur de Joseph Conrad Chamberlin.

## Publication originale
- Harvey, 1993 : The systematics of the Hyidae (Pseudoscorpionida: Neobisioidea). Invertebrate Taxonomy, vol. 7, no 1, p. 1-32.